# Hinder
Hinder est un groupe américain de post-grunge et hard rock, originaire d'Oklahoma City, en Oklahoma. Il est formé en 2001 par Joe Garvey, Austin Winkler, et Cody Hanson. Le groupe est actuellement basé a Barrie en Ontario.
En 2005, à la suite de propositions de Roadrunner, Atlantic et Universal Records, Hinder décide de signer chez ce dernier. Ils sortent alors Extreme Behavior avec l'aide de Brian Howes. Cet album sera d'ailleurs qualifié de « pire album de l'année » par AllMusic. Malgré cela, le groupe lança tout de même son premier single Get Stoned qui eut un fort succès aux États-Unis, il enchaine alors avec Lips of an Angel qui atteint le top des charts. Hinder commença alors à intéresser les productions européennes.
En 2008, Hinder enregistre Take it to the Limit dont le premier single Use Me se place dans Top 3 des US Mainstream Rock Tracks. Début 2009, le groupe embarque dans le Motley Crue's Saints of Los Angeles avec Theory of a Deadman et The Last Vegas. En juillet, Hinder part en tournée sur le Dark Horse Tour de Nickelback avec Papa Roach et Saving Abel.
En 2017 sort leur dernier album, The Reign.

## Historique

### Débuts (2001–2004)
Avant la création du groupe, Austin Winkler chantait dans un cover band d'Oklahoma City jusqu'en juillet 2001, avant de rencontrer le batteur Cody Hanson et le guitariste Joe Garvey pendant une fête de lycée. Peu après leur rencontre, ils forment Hinder. Ils recrutent le bassiste Cole Parker, et enregistrent une démo quatre titres comprenant les chansons Someday, Like Me, Broken, et Worthless Home. Les chansons Someday et Broken seront rééditées dans leur premier EP Far from Close et les deux autres chansons, Like Me et Worthless Home resteront non publiées, seulement disponibles en démo.
Le groupe joue à Oklahoma City dans un club appelé le Blue Note. Les bénéfices du concert serviront à financer la publicité et leur premier album. En avril 2003, Hinder participe au concours March Bandness pour la chaine de radio locale KHBZ-FM (94.7). Ils perdront face au groupe Falcon Five-O. Après avoir économisé, ils publient l'EP Far From Close en 2003 au label indépendant Brickden Records qui se vend à près de 5 000 exemplaires. Un an plus tard, à la fin 2004 ou début 2005, le bassiste Mike Rodden et le guitariste Mark King rejoignent le groupe. Cody Hanson et Austin Winkler écriront la majeure partie des paroles des quatre premiers albums du groupe.

### Extreme Behavior(2005–2007)
Après la sortie de Far from Close, Hinder obtient des propositions de contrat aux labels Atlantic Records, Roadrunner Records, et Universal Records, mais signe avec Universal Records en 2005  ; plus tard cette année, leur premier album chez une major, Extreme Behavior, est publié. L'album est produit par Brian Howes qui, avec Cody Hanson et Austin Winkler, écrira presque toutes les paroles de l'album. L'album est mixé par Mike Fraser et Jay Van Poederooyen, et certifié triple-disque de platine par la RIAA,.
Hinder tourne et publie des singles en soutien à leur premier album. Leur premier single, Get Stoned, est publié en octobre 2005. Leur deuxième single, Lips of an Angel atteint les classements nord-américains. Leur troisième single, How Long, est publié en septembre 2006. En 2007, Hinder est immortalisé à l'Oklahoma Music Hall of Fame. Cette même année, une édition spéciale de Extreme Behavior intitulée You Can't Make this S**t Up. est publiée.

### Take It to the Limit(2008–2009)
Le premier single de leur deuxième album, Use Me, est publié le 15 juillet 2008, et atteint la troisième place du Billboard Mainstream Rock Tracks. Le deuxième album, Take It to the Limit, est publié le 4 novembre 2008 ; l'album marque un changement stylistique chez Hinder qui passe à un glam metal plus léger. La chanson-titre fait participer Mick Mars de Mötley Crüe' à la guitare. Ils annoncent ensuite la sortie du deuxième single, Without You sur MySpace, le 13 septembre 2008. Take It to the Limit débute quatrième du Billboard 200 avec 81 000 exemplaires vendus la première semaine.
À la fin 2008, Hinder joue le Jägermeister Music Tour avec Trapt et Rev Theory.
Au début de 2009, Hinder embarque pour le Saints of Los Angeles Tour de Mötley Crüe, aux côtés de Theory of a Deadman et The Last Vegas.
En juillet, Hinder embarque pour la tournée Dark Horse Tour avec Nickelback.

### Nouveaux albums (2010–2015)
Au début de 2010, le groupe commence à écrire et enregistrer son troisième album, All American Nightmare. L'album est publié le 7 décembre 2010, et le premier single, chanson-titre, est publié le 14 septembre 2010,. L'album devait initialement être produit par Howard Benson, mais c'est Kevin Churko qui s'en charge.
Le 9 août 2012, Hinder annonce sur Facebook et Twitter le titre de leur prochain album, Welcome to the Freakshow. Il est publié le 4 décembre 2012. Hinder publie le premier single, Save Me, le 30 août. Puis, Hinder annonce la tournée Bare Bones à la fin 2012. Le 10 juillet 2013, le chanteur Austin John est annoncé en cure de désintoxication et ne pourra pas tourner jusqu'à la fin de l'année. Marshal Dutton, un ami proche du groupe, le remplace pendant deux concerts jusqu'à l'arrivée de Jared Weeks, de Saving Abel.
Le 20 novembre 2013, Loudwire annonce le départ d'Austin John.

### When the Smoke Clears(2014–2015)
Après la tournée avec Jared Weeks, le groupe entre dans une longue période d'inactivité. Le 7 juillet 2014, ils postent une vidéo s'excusant de l'inactivité et promettent un nouvel album. Le 9 décembre 2014, Hinder annonce le titre du nouvel album, When the Smoke Clears, prévu pour le printemps 2015.
Le 20 janvier 2015, Hinder annonce l'arrivée de Marshal Dutton au chant. Le 17 mars 2015, le groupe publie un extrait du premier single, Rather Hate than Hurt sur Loudwire. When the Smoke Clears sera publié le 12 mai 2015. En soutien à l'album, ils effectuent une tournée américaine avec Full Devil Jacket et Ages Apart.

## Membres

### Membres actuels
- Joe « Blower » Garvey – guitare solo, chœurs (depuis 2001)
- Cody Hanson – batterie (depuis 2001)
- Mark King – guitare rythmique (depuis 2003)
- Mike Rodden – basse (depuis 2003)
- Marshal Dutton – chant (depuis 2015)

### Anciens membres
- Austin Winkler – chant (2001–2013)
- Cole Parker – basse (2001–2003)

### Membres de tournée
- Jared Weeks – chant (2013)
- Nolan Neal – chant (2014)

## Discographie

### Albums studio
- 2002 : Far from Close
- 2005 : Extreme Behavior
- 2008 : Take It to the Limit
- 2010 : All American Nightmare
- 2012 : Welcome to the Freak Show
- 2015 : When the Smoke Clears
- 2017 : The Reign